# سن فرناندو د آپوره
سن فرناندو د آپوره (به اسپانیایی: San Fernando de Apure) یکی از شهرهای ونزوئلا و پایتخت ایالت آپوره است. جمعیت این شهر در سال ۲۰۰۱ بالغ بر ۱۷۵٬۰۵۶ نفر برآورد شده‌است.